# Oxystegus soulae
Oxystegus soulae là một loài Rêu trong họ Pottiaceae. Loài này được (Müll. Hal.) Wijk & Margad. mô tả khoa học đầu tiên năm 1960.